# Эйн-ха-Шлоша
Эйн-ха-Шлоша (ивр. עין השלושה‎) — кибуц в западной части пустыни Негев в Израиле. Он находится в ведении районного совета Эшколь и расположен недалеко от границы с сектором Газа.

## История
Кибуц был основан в 1950-х годах группой Нахаля сионистской молодежи из Южной Америки, членами молодёжного движения Ха-ноар ха-Циони, на землях бывшего кибуца Неве-Яир (Неве-Яир был основан в 1949 году членами Лехи, но был оставлен в июне 1950). Он был назван в честь трех членов-основателей, погибших во время арабо-израильской войны 1948 года.
В первые годы своего существования кибуц подвергался бомбардировкам египетской армии.
Кибуц, расположенный почти рядом с границей Газы с Хан-Юнисом, регулярно подвергался обстрелам палестинцев во время конфликта между Газой и Израилем в 2008 году. 15 января 2008 года эквадорский доброволец Карлос Чавес был застрелен снайпером террористической организации ХАМАС во время работы в кибуце.
В ходе операции «Нерушимая скала» по району Эшколь, где расположен кибуц, соседями из арабского сектора было выпущено не менее 825 ракет. В некоторых случаях асбестовые крыши были повреждены ракетным обстрелом. В кибуце, находящемся недалеко от границы, сигнал ракетной тревоги подается всего за 5 секунд до вероятного попадания. В случае возникновения напряженности жители деревни проводят долгие часы, а иногда и дни в бомбоубежищах, не имея возможности покинуть их даже на короткое время. Сообщается, что люди говорили, что боятся принимать душ и не могут даже готовить.

### Резня 2023 года
7 октября 2023 года террористы из организации ХАМАС проникли в кибуц в рамках войны между Израилем и Хамасом 2023 года и устроили резню жителей кибуца.

## Население
По данным Центрального статистического бюро Израиля, население на начало 2020 года составляло 361 человек.